# Antonino Caltabiano
Antonino Caltabiano (Catania, 21 aprile 1955) è un ex lottatore italiano.

## Biografia
Nato a Catania nel 1955, gareggiava nella lotta greco-romana, nelle classi di peso dei 52 kg (pesi mosca) o 57 (pesi gallo). È fratello Giuseppe Caltabiano, anche lui greco-romanista nei pesi mosca, vincitore di
due titoli italiani nel 1979 e 1983 e il bronzo ai Giochi del Mediterraneo di Spalato 1979.
Dopo aver vinto un titolo europeo espoir e 2 bronzi mondiali juniores, a 20 anni è passato tra i senior, vincendo l'argento nei 52 kg ai Giochi del Mediterraneo di Algeri 1975.
A 21 anni ha partecipato ai Giochi olimpici di Montréal 1976, nei 52 kg, perdendo il 1º turno, ma vincendo 2º e 3º, prima di fermarsi al 4º, eliminato dal rumeno Nicu Gingă, poi argento.
Passato ai pesi gallo, nel 1979 è stato oro ai Giochi del Mediterraneo di Spalato, ma soprattutto bronzo ai Mondiali di San Diego, dove ha chiuso sul podio dietro al sovietico Šamil' Serikov e al giapponese Kiwamu Kashiwagi.
L'anno successivo ha preso parte alle sue seconde Olimpiadi, quelle di Mosca 1980, nei 57 kg, dove ha passato 1º e 2º turno, ma è stato sconfitto nei 2 successivi, nell'ultimo dal rumeno Mihai Boțilă.
Nel 1983 ha vinto il bronzo nei 57 kg ai Giochi del Mediterraneo di Casablanca.
Ha chiuso la carriera l'anno successivo, a 29 anni, dopo aver partecipato per la terza volta ai Giochi olimpici, a Los Angeles 1984, nei 57 kg, dove con una vittoria e due sconfitte, non ha passato il turno eliminatorio.

## Palmarès

### Campionati mondiali
- 1 medaglia:
  - 1 bronzo (57 kg a San Diego 1979)

### Giochi del Mediterraneo
- 3 medaglie:
  - 1 oro (57 kg a Spalato 1979)
  - 1 argento (52 kg ad Algeri 1975)
  - 1 bronzo (57 kg a Casablanca 1983)